# Juscorps
Juscorps és un municipi francès situat al departament de Deux-Sèvres i a la regió de la Nova Aquitània. L'any 2007 tenia 333 habitants.

## Demografia

### Població
El 2007 la població de fet de Juscorps era de 333 persones. Hi havia 122 famílies de les quals 22 eren unipersonals (9 homes vivint sols i 13 dones vivint soles), 39 parelles sense fills, 52 parelles amb fills i 9 famílies monoparentals amb fills.
La població ha evolucionat segons el següent gràfic:
Habitants censats

### Habitatges
El 2007 hi havia 139 habitatges, 128 eren l'habitatge principal de la família, 5 eren segones residències i 7 estaven desocupats. Tots els 139 habitatges eren cases. Dels 128 habitatges principals, 112 estaven ocupats pels seus propietaris, 15 estaven llogats i ocupats pels llogaters i 1 estava cedit a títol gratuït; 2 tenien una cambra, 1 en tenia dues, 17 en tenien tres, 31 en tenien quatre i 76 en tenien cinc o més. 103 habitatges disposaven pel capbaix d'una plaça de pàrquing. A 40 habitatges hi havia un automòbil i a 82 n'hi havia dos o més.

### Piràmide de població
La piràmide de població per edats i sexe el 2009 era:
| Homes | Edats   | Dones |
| ----- | ------- | ----- |
| 0     | 95 o +  | 0     |
| 0     | 90 a 94 | 0     |
| 0     | 85 a 89 | 0     |
| 0     | 80 a 84 | 0     |
| 4     | 75 a 79 | 4     |
| 4     | 70 a 74 | 16    |
| 4     | 65 a 69 | 4     |
| 8     | 60 a 64 | 8     |
| 0     | 55 a 59 | 0     |
| 12    | 50 a 54 | 4     |
| 8     | 45 a 49 | 20    |
| 12    | 40 a 44 | 8     |
| 12    | 35 a 39 | 24    |
| 16    | 30 a 34 | 8     |
| 12    | 25 a 29 | 20    |
| 8     | 20 a 24 | 4     |
| 4     | 15 a 19 | 8     |
| 20    | 10 a 14 | 24    |
| 8     | 5 a 9   | 12    |
| 8     | 0 a 4   | 16    |

## Economia
El 2007 la població en edat de treballar era de 218 persones, 165 eren actives i 53 eren inactives. De les 165 persones actives 154 estaven ocupades (86 homes i 68 dones) i 11 estaven aturades (2 homes i 9 dones). De les 53 persones inactives 12 estaven jubilades, 21 estaven estudiant i 20 estaven classificades com a «altres inactius».

### Ingressos
El 2009 a Juscorps hi havia 138 unitats fiscals que integraven 380 persones, la mediana anual d'ingressos fiscals per persona era de 17.847 €.

### Activitats econòmiques
Dels 14 establiments que hi havia el 2007, 1 era d'una empresa de fabricació d'altres productes industrials, 7 d'empreses de construcció i 6 d'empreses immobiliàries.
Dels 6 establiments de servei als particulars que hi havia el 2009, 1 era un taller de reparació d'automòbils i de material agrícola, 2 paletes, 2 lampisteries i 1 empresa de construcció.
L'any 2000 a Juscorps hi havia 11 explotacions agrícoles que ocupaven un total de 426 hectàrees.

## Equipaments sanitaris i escolars
El 2009 hi havia una escola elemental integrada dins d'un grup escolar amb les comunes properes formant una escola dispersa.

## Poblacions més properes
El següent diagrama mostra les poblacions més properes.